# Raïon de Liakhavitchy
Le raïon de Liakhavitchy (en biélorusse : Ляхавіцкі раён, Liakhavitski raïon ; en russe : Ляховичский район, Liakhovitchski raïon) est une subdivision de la voblast de Brest, en Biélorussie. Son centre administratif est la ville de Liakhavitchy.

## Géographie
Le raïon couvre une superficie de 1 352,31 km2, dans le nord-ouest de la voblast. Le raïon de Liakhavitchy est limité au nord par le raïon de Baranavitchy, à l'est par la voblast de Minsk (raïon de Niasvij et raïon de Kletsk), au sud par le raïon de Hantsavitchy et à l'ouest par le raïon d'Ivatsevitchy.

## Histoire
Le raïon de Liakhavitchy a été fondée le 15 janvier 1940.

## Population

### Démographie
Les résultats des recensements (*) montrent une forte diminution de la population du raïon depuis les années 1970.
| 1959*  | 1970*  | 1979*  | 1989*  | 1999*  | 2009*  |
| ------ | ------ | ------ | ------ | ------ | ------ |
| 49 795 | 48 588 | 44 472 | 39 304 | 36 957 | 30 498 |

### Nationalités
Selon les résultats du recensement de 2009, la population du raïon se composait de trois nationalités principales :
- 88,45 % de Biélorusses ;
- 6,46 % de Polonais ;
- 3,53 % de Russes.

### Langues
En 2009, la langue maternelle était le biélorusse pour 90,5 % des habitants du raïon de Liakhavitchy et le russe pour 8,1 %. Le biélorusse était parlé à la maison par 78,1 % de la population et le russe par 17,6 %.